# 静岡県立吉原高等学校
静岡県立吉原高等学校（しずおかけんりつ よしわらこうとうがっこう）は、静岡県富士市今泉にある県立高等学校。略称は「吉高」（よしこう）。

## 設置学科
- 普通科
- 国際科

## 概要
2008年（平成20年）に創立100周年を迎えたが、それを記念して、国際科の3年生が地元富士市比奈地区の竹採塚周辺に伝わるかぐや姫伝説を、現代語と英語で綴った絵本を制作・出版した。新聞編集活動が盛んであり、毎年全国レベルの表彰を受けている。

## 沿革
- 1909年（明治42年） - 静岡県富士郡吉原町外七ヵ村学校組合立女子技芸学校設立認可
- 1915年（大正4年） - 静岡県富士郡吉原町外七ヶ村学校組合立富士実科高等女学校に移行
- 1919年（大正8年） - 静岡県富士郡吉原町外七ヶ村学校組合立富士高等女学校に移行
- 1927年（昭和2年） - 県立富士高等女学校に移行。同年9月定時制課程設置
- 1948年（昭和23年） - 県立吉原高等学校に移行
- 1950年（昭和25年） - 定時制課程吉永分校設置
- 1954年（昭和29年）12月 - 現在の富士市吉原4丁目6番付近から現在地へ移転。
- 1955年（昭和30年）4月 - 定時制課程吉永分校の生徒募集停止
- 1958年（昭和33年）3月 - 定時制課程吉永分校を廃校
- 1979年（昭和54年） - 定時制課程の生徒募集停止
- 1982年（昭和57年） - 定時制課程廃止
- 1989年（平成元年） - 国際教養コース設置
- 1994年（平成6年） - 国際科設置
- 1995年（平成7年） - 男女共学が復活
- 2006年（平成18年） - 新1年生より制服一新

## 著名な出身者
- いかりや長介（中退）
- 小糸のぶ（作家）
- 角替和枝（女優）
- 華城季帆（元宝塚歌劇団）
- 勝又慶典（サッカー）
- 片山真人 (アナウンサー)
- 門西亜紀子（サッカー）
- 外山ひとみ（写真家）
- 村上佳佑（ミュージシャン）

## 校歌
- 作詞：土岐善麿、作曲：信時潔